# Isochilus latibracteatus
Isochilus latibracteatus är en orkidéart som beskrevs av Achille Richard och Henri Guillaume Galeotti. Isochilus latibracteatus ingår i släktet Isochilus och familjen orkidéer. Inga underarter finns listade i Catalogue of Life.